# Toruń Północny
Toruń Północny (w latach 1909–1912 i 1939–1945: Thorn Nord, 1912–1920 Thorn Nord (Kleinbf.)) – nieczynny dworzec kolejowy znajdujący się w Toruniu,  przy ulicy Szosa Chełmińska 178A na Chełmińskim Przedmieściu.

## Historia
Stacja kolejowa Toruń Północny zaczęła obsługiwać ruch towarowy z dniem 6 października 1909 roku, równolegle z otwarciem Portu Drzewnego. Dla ruchu osobowego stację otwarto natomiast 28 lutego 1910 roku wraz z uruchomieniem połączenia kolejowego z miejscowością Czarnowo, a później także z Chełmnem przez Unisław Pomorski (otwarcie linii 1912 roku). Żadne z tych połączeń nie przetrwało do dziś. Połączenie pasażerskie z Czarnowem zawieszono pod koniec lat 60. XX wieku, a z Unisławiem Pomorskim w latach 90..
2 kwietnia 1913 roku Rada Miasta Torunia zatwierdziła umowę z magazynem artyleryjskim (między obecnymi fortami V i VI) na budowę dochodzącej do dworca bocznicy kolejowej.
Z dworca Toruń Północny na początku lat dziewięćdziesiątych XX wieku opuszczali Toruń stacjonujący tu od roku 1945 żołnierze Armii Radzieckiej.
18 października 1991 roku zawieszono ruch pasażerski na stacji, a 10 stycznia 1992 roku nastąpiło zamknięcie stacji dla czynności ruchowych. W następnych latach nieczynny budynek systematycznie niszczał, a torowiska stopniowo porastała roślinność. W 2010 roku w budynku dworca wybuchł pożar.
9 września 2020 roku budynek dworca został przejęty na własność przez samorząd Torunia. 12 grudnia 2024 roku nowym właścicielem został samorząd wojewódzki.
Obiekt wpisany jest do gminnej ewidencji zabytków (nr 2018).